# Tanychora exquisita
Tanychora exquisita är en stekelart som beskrevs av Zhang och Alexandr Rasnitsyn 2003. Tanychora exquisita ingår i släktet Tanychora och familjen brokparasitsteklar. Inga underarter finns listade i Catalogue of Life.